# Änden och Grytet
Änden och Grytet är en bebyggelse i Vänersnäs socken i Vänersborgs kommun. Mellan 2015 och 2020 avgränsade SCB här en småort.